# Brione sopra Minusio
Brione sopra Minusio är en ort och kommun i distriktet Locarno i kantonen Ticino, Schweiz. Kommunen har 442 invånare (2023).